# Batrochoglanis raninus
Batrochoglanis raninus és una espècie de peix de la família dels pseudopimelòdids i de l'ordre dels siluriformes.

## Morfologia
- Els mascles poden assolir 20 cm de longitud total.[5][6]

## Alimentació
Quan és immadur menja microcrustacis i larves d'insectes aquàtics, mentre que d'adult es nodreix de peixos de mida notable.

## Hàbitat
És un peix d'aigua dolça i de clima tropical (21 °C-25 °C).

## Distribució geogràfica
Es troba a Sud-amèrica: conca del riu Amazones, Guaiana i Guaiana Francesa.